# Lijst van gemeentelijke monumenten in Amsterdam-Nieuw-West
Lijst met 98 gemeentelijke monumenten in stadsdeel Nieuw-West.

## Slotermeer
Gemeentelijke monumenten in  Slotermeer.
| Object                                                                                            | Bouwjaar  | Architect                                | Locatie | Coördinaten                   | Nr.         | Afbeelding                                                                  |
| ------------------------------------------------------------------------------------------------- | --------- | ---------------------------------------- | --- | ----------------------------- | ----------- | --------------------------------------------------------------------------- |
| Grote en Kleine Verfdoos                                                                          | 1953      | A. Warners                               | Slotermeerlaan 75-101, Martinus Nijhoffstraat 4-124, Lodewijk van Deysselstraat 4-14, Van Moerkerkenstraat 3-11                            | 52° 22' 38" NB, 4° 49' 10" OL | 0363/200784 | Meer afbeeldingen                                                           |
| Winkel-woningen                                                                                   | 1953-1954 | J. Bot                                   | Lodewijk van Deysselstraat 21-71 en 91-107                                                                                                 |                               | 0363/       | Meer afbeeldingen                                                           |
| Bejaardenwoningen                                                                                 | 1953-1954 | J.C. Rietveld, A.E. van Eyck             | W.J. Bijleveldstraat 1-24, Jan Bottemastraat 1-14, Floris van der Laakenstraat 1-8, Piet Laroostraat 1-7, Guus Trestorffstraat 1-21        | 52° 22' 55" NB, 4° 49' 52" OL | 0363/200788 | Bejaardenwoningen                                                           |
| H-school Burgemeester Röellschool, thans De Kans                                                  | 1953-1954 | Dienst der Publieke Werken               | Thomas van Aquinostraat 2, Platostraat 49                                                                                                  | 52° 22' 21" NB, 4° 48' 45" OL | 0363/200787 | Meer afbeeldingen                                                           |
| H-school Burgemeester Fockschool, thans Slootermeerschool                                         | 1954      | Dienst der Publieke Werken               | Burgemeester Fockstraat 85, Wilco Jiskootpad 4                                                                                             | 52° 22' 55" NB, 4° 49' 57" OL | 0363/225003 | Meer afbeeldingen                                                           |
| Openbare Kleuterschool De Meerkoet, thans PI-school Professor Waterink West                       | 1954      | Dienst der Publieke Werken               | Jan de Louterstraat 21 |                               | 0363/       | Openbare Kleuterschool De Meerkoet, thans PI-school Professor Waterink West |
| Sint-Catharinakerk, thans: Mor Sharbil                                                            | 1954      | A. Evers, G.J.M. Sarlemijn               | Burgemeester Eliasstraat 72-74 | 52° 22' 60" NB, 4° 49' 39" OL | 0363/225001 | Meer afbeeldingen                                                           |
| Wooncomplex Burgemeester de Vlugtlaan e.o.                                                        | 1954      | A. Evers, G.J.M. Sarlemijn               | Burgemeester de Vlugtlaan e.o. |                               | 0363/       | Wooncomplex Burgemeester de Vlugtlaan e.o.                                  |
| Wooncomplex Sape Kuiperplantsoen e.o.                                                             | 1954      | Th.J. Lammers                            | Sape Kuiperplantsoen e.o. |                               | 0363/       | Wooncomplex Sape Kuiperplantsoen e.o.                                       |
| Brug 604                                                                                          | 1954      | Dienst der Publieke Werken (P.L. Kramer) | Burgemeester Röellstraat | 52° 22' 24" NB, 4° 50' 0" OL  | 0363/225010 | Brug 604                                                                    |
| R.-K. Kleuter- en Lagere School, thans: Alexander Graham Bellschool                               | 1954-1960 | A. Evers, G.J.M. Sarlemijn               | Burgemeester Eliasstraat 76, Louis Naarstigstraat 1-3                                                                                      | 52° 23' 2" NB, 4° 49' 39" OL  | 0363/225002 | R.-K. Kleuter- en Lagere School, thans: Alexander Graham Bellschool         |
| H-school Burgemeester Rendorpschool, Openbare Lagere School met dienstwoning, thans: Signisschool | 1955      | Dienst der Publieke Werken               | Herman de Manstraat 1, Arthur van Schendelstraat 15                                                                                        | 52° 22' 32" NB, 4° 49' 48" OL | 0363/225005 | Meer afbeeldingen                                                           |
| Atelierwoningen                                                                                   | 1955      | P.R. Bloemsma, J.C. Rietveld             | Bertus van Grouwstraat 56-62, Henk Hienschstraat 2-4, 30-40                                                                                | 52° 22' 60" NB, 4° 50' 4" OL  | 0363/225012 | Atelierwoningen                                                             |
| 2/1-kap eengezinswoningen                                                                         | 1955      | G. Timmers                               | Prof. Oranjestraat 10-12, 22-24, 34-36, Harry Koningsbergerstraat 61-63, Wiardi Beckmanstraat 51-53                                        | 2° 22' 55" NB, 4° 50' 10" OL  | 0363/200790 | 2/1-kap eengezinswoningen                                                   |
| Openbare Kleuterschool, thans: Al Wafa                                                            | 1956      | Dienst der Publieke Werken               | Harry Koningsbergerstraat 30 | 52° 22' 50" NB, 4° 50' 12" OL | 0363/225008 | Openbare Kleuterschool, thans: Al Wafa                                      |
| Vrijheidscarillon                                                                                 | 1957      | Dienst der Publieke Werken (D. Slebos)   | Plein '40-'45 | 52° 22' 47" NB, 4° 49' 16" OL | 0363/225009 | Meer afbeeldingen                                                           |
| Onze-Lieve-Vrouw-van-Lourdeskerk, thans: Het Nieuwe Verbond                                       | 1957      | M.J. Granpré Molière                     | M.J. Granpré Molièreplein 2, Noordzijde 42                                                                                                 | 52° 22' 28" NB, 4° 49' 14" OL | 0363/225011 | Onze-Lieve-Vrouw-van-Lourdeskerk, thans: Het Nieuwe Verbond                 |
| 'De Olijftak', thans: moskee El Hijra                                                             | 1959      | K.L. Sijmons                             | Arthur van Schendelstraat 17-18, Burgemeester Rendorpstraat 60                                                                             | 52° 22' 34" NB, 4° 49' 42" OL | 0363/225006 | 'De Olijftak', thans: moskee El Hijra                                       |
| Woonwerkcomplex                                                                                   | 1957      | J.A. Snellebrand, G.W. Tuynman           | Adriaan van Oordthof 1-13, 43-55, 2-30, 15-41, Louis Couperusstraat 70-76, 78-84, Arthur van Schendelstraat 20-27, A.M. de Jongstraat 2-14 | 52° 22' 34" NB, 4° 49' 38" OL | 0363/200789 | Woonwerkcomplex                                                             |
| A.H. Gerhardhuis                                                                                  | 1959      | Van Tijen, Boom, Posno                   | Slotermeerlaan 1-9 | 52° 22' 29" NB, 4° 49' 5" OL  | 0363/225004 | A.H. Gerhardhuis                                                            |
| De Hoeksteen                                                                                      | 1962-1963 | P. Zanstra                               | Louis Couperusstraat 133, Amsterdam | 52° 22' 34" NB, 4° 49' 27" OL | 0363/200898 | Meer afbeeldingen                                                           |
| Christelijke ULO, thans: Munduscollege                                                            | 1965      | J.B. Ingwersen                           | Herman Poortstraat 17 |                               | 0363/       | Christelijke ULO, thans: Munduscollege                                      |

## Geuzenveld
Gemeentelijke monumenten in  Geuzenveld.
| Object             | Bouwjaar  | Architect              | Locatie | Coördinaten                   | Nr.         | Afbeelding        |
| ------------------ | --------- | ---------------------- | --- | ----------------------------- | ----------- | ----------------- |
| Boerderijwoningen  | 1953-1957 | W.M. Dudok             | Aalbersestraat 41-55, Berlagehof 14-20, 31-47, Cort van der Lindenkade 38-44, 96-102, De Bazelhof 14-20, 19-35, Jan Lelimanhof 14-20, 31-47, Jan Springerhof 14-20, 43-49, Michel de Klerkhof 1-17, Pierre Cuypershof 20-36, 31-47 | 52° 22' 30" NB, 4° 47' 37" OL | 0363/200792 | Boerderijwoningen |
| Atelierwoningen    | 1959      | Van Tijen, Boom, Posno | Van Karnebeekstraat 97-119 | 52° 22' 30" NB, 4° 47' 37" OL | 0363/225007 | Meer afbeeldingen |
| Poort van Constant | 1963      | Constant Nieuwenhuys   | Troelstralaan / Herman Bonpad |                               | 0363/       | Meer afbeeldingen |

## Slotervaart
Gemeentelijke monumenten in  Slotervaart.
| Object                                     | Bouwjaar | Architect | Locatie | Coördinaten                   | Nr.         | Afbeelding                                |
| ------------------------------------------ | -------- | --- | --- | ----------------------------- | ----------- | ----------------------------------------- |
| Bloeddonorbrug (brug 701)                  | 1956     | Dienst der Publieke Werken (D. Slebos)                                                                                               | Johan Huizingalaan | 52° 21' 6" NB, 4° 49' 39" OL  | 0363/200878 | Meer afbeeldingen                         |
| Woningbouwcomplexen                        | 1958     | G.H. Kleinhout en A.J. van der Steur (ten oosten Johan Huizingalaan) en A. Komter en P. Christiaanse (ten westen Johan Huizingalaan) | Andries Vierlinghstraat 1-14, Anske Lammingastraat 1-39, Christiaan Brüningstraat 1-25, Cornelis Lelylaan 45-115, Fijntje van Salverdastraat 1-10, Hendrik de Bruynstraat 1-25, Jacob Krausstraat 1-10, Johan Ramaerstraat 1-15, Louis Bouwmeesterstraat 1-15, Pieter Calandlaan 2-36, 42-76, Tutein Noltheniusstraat 1-10, Van Mourik Broekmanstraat 1-103, Ward Bingleystraat 27-97, Wilhelmus Leemansstraat 1-47 | 52° 21' 24" NB, 4° 49' 44" OL | 0363/200562 | Woningbouwcomplexen                       |
| 'Bluebanddorp'                             | 1959     | F.J. van Gool | Adam van Germezhof 1-33, Andries Snoekstraat 27-97, Anthony Spazierhof 1-34, Anton Petershof 1-35, Ariana Nozemanstraat 27-73, Johannes Jelgerhuishof 1-35, Marten Corverhof 1-34, Theodorus Majofskistraat 2-124, Ward Bingleystraat 27-97 | 52° 21' 12" NB, 4° 49' 44" OL | 0363/200563 | Meer afbeeldingen                         |
| Abraham Staalmanplein                      | 1959     | A. Staal | Abraham Staalmanplein | 52° 20' 58" NB, 4° 49' 41" OL | 0363/200902 | Abraham Staalmanplein                     |
| De Ark                                     | 1960     | P. Zanstra | Van Ollefenstraat 9 | 52° 21' 17" NB, 4° 49' 31" OL | 0363/200566 | Meer afbeeldingen                         |
| Frans van Goolbrug (brug 709)              | 1960     | Dienst der Publieke Werken (D. Slebos)                                                                                               | Jacques Veltmanstraat | 52° 21' 7" NB, 4° 49' 56" OL  | 0363/200879 | Meer afbeeldingen                         |
| Viaduct over Johan Huizingalaan (brug 705) | 1962     | Dienst der Publieke Werken (D.L. Sterenberg)                                                                                         | Cornelis Lelylaan | 52° 21' 28" NB, 4° 49' 38" OL | 0363/200572 | Meer afbeeldingen                         |
| Garage (thans sportschool) en tankstation  | 1961     | H.A.M. van den Berg | Johan Huizingalaan 91, Nicolaas Japiksestraat 20 | 52° 21' 45" NB, 4° 49' 39" OL | 0363/200673 | Garage (thans sportschool) en tankstation |
| Karl Popperbrug (brug 305)                 | 1963     | D. Slebos | Delflandlaan | 52° 21' 7" NB, 4° 50' 27" OL  | 0363/200886 | Karl Popperbrug(brug 305)                 |
| Telefooncentrale Slotervaart               | 1964     | Dienst der Publieke Werken | Plesmanlaan 1, Ottho Heldringstraat 1 | 52° 21' 4" NB, 4° 49' 58" OL  | 0363/200571 | Meer afbeeldingen                         |
| Verrijzeniskerk                            | 1965     | G.H.M. Holt | Louis Bouwmeesterstraat 74 | 52° 21' 9" NB, 4° 49' 21" OL  | 0363/200567 | Meer afbeeldingen                         |
| Hoofdkantoor van IBM-Nederland             | 1976     | Lucas & Niemeijer (W.Th. Ellerman)                                                                                                   | Johan Huizingalaan 765 | 52° 20' 26" NB, 4° 49' 49" OL | 0363/200569 | Meer afbeeldingen                         |

## Overtoomse Veld
Gemeentelijke monumenten in Overtoomse Veld.
| Object                                                         | Bouwjaar | Architect                               | Locatie                                                                        | Coördinaten                   | Nr.         | Afbeelding                                                     |
| -------------------------------------------------------------- | -------- | --------------------------------------- | ------------------------------------------------------------------------------ | ----------------------------- | ----------- | -------------------------------------------------------------- |
| Calvariekerk                                                   | 1957     | M.E. Hartman en H. Geels (in 1964)      | Derkinderenstraat 90                                                           | 52° 21' 52" NB, 4° 50' 27" OL | 0363/200568 | Meer afbeeldingen                                              |
| 'Knijtijzer-flats'                                             | 1959     | H. Knijtijzer                           | Derkinderenstraat 105-143, Jan Evertsenstraat 201-471, Jan Voermanstraat 2-210 | 52° 22' 7" NB, 4° 50' 25" OL  | 0363/200652 | 'Knijtijzer-flats'                                             |
| Confectiefabriek                                               | 1964     | M.F. Duintjer                           | Koningin Wilhelminaplein 12-14                                                 | 52° 21' 19" NB, 4° 50' 12" OL | 0363/200570 | Confectiefabriek                                               |
| Vml. R.-K. technische school, thans: Vliegbasis De Huygens     | 1968     | K.P. Tholens en L. van Steenhardt Carré | Jan Evertsenstraat 717-781                                                     | 52° 22' 11" NB, 4° 50' 8" OL  | 0363/200564 | Vml. R.-K. technische school, thans: Vliegbasis De Huygens     |
| Pascal Lyceum, later: Calvijn College, thans: Broedplaats Lely | 1969     | J.B. Ingwersen                          | Schipluidenlaan 10-12                                                          |                               | 0363/       | Pascal Lyceum, later: Calvijn College, thans: Broedplaats Lely |
| Vml. Chr. MTS, thans: Technisch College Amsterdam              | 1973     | J.B. Ingwersen                          | Vlaardingenlaan 25                                                             | 52° 20' 48" NB, 4° 50' 7" OL  | 0363/200565 | Vml. Chr. MTS, thans: Technisch College Amsterdam              |

## Osdorp
Gemeentelijke monumenten in  Osdorp.
| Object                          | Bouwjaar | Architect                  | Locatie                                                                     | Coördinaten                   | Nr.         | Afbeelding                |
| ------------------------------- | -------- | -------------------------- | --------------------------------------------------------------------------- | ----------------------------- | ----------- | ------------------------- |
| Lucasschool                     | 1959     | Dienst der Publieke Werken | Notweg 32                                                                   |                               | 0363/200786 | Lucasschool               |
| Winkels met bovenwoningen       | 1960     | H. Salomonson              | Pieter Calandlaan 88-148, C.K. Eloutstraat 4-38, Louis Schottingstraat 1-61 | 52° 21' 17" NB, 4° 48' 42" OL | 0363/200793 | Winkels met bovenwoningen |
| Garage Notweg                   | 1964     | H.A.M. van den Berg        | Notweg 38                                                                   |                               | 0363/       | Upload foto               |
| Sint-Lucaskerk                  | 1965     | Th. Taen, Th. Nix          | Osdorper Ban 130-132                                                        | 52° 21' 42" NB, 4° 47' 44" OL | 0363/200891 | Meer afbeeldingen         |
| Villa                           | 1966     | L. Peters                  | Johan Braakensiekhof 25                                                     |                               | 0363/       | Villa                     |
| Hangbrugmaisonettes (Kloosflat) | 1970     | J.P. Kloos                 | Dijkgraafplein 1-409, Meentstraat 2-66                                      | 52° 21' 20" NB, 4° 47' 15" OL | 0363/200791 | Meer afbeeldingen         |

## Sloten
Gemeentelijke monumenten in het dorp Sloten e.o.
| Object                                                    | Bouwjaar   | Architect | Locatie                                           | Coördinaten                   | Nr.         | Afbeelding                                                |
| --------------------------------------------------------- | ---------- | --------- | ------------------------------------------------- | ----------------------------- | ----------- | --------------------------------------------------------- |
| Poortje                                                   | XXb        |           | Akerpolderstraat 4                                | 52° 20' 30" NB, 4° 47' 48" OL | 0363/200118 | Poortje                                                   |
| Politiepost in traditioneel bouwen-stijl                  | XIXd       |           | Dorpsplein 1                                      | 52° 20' 30" NB, 4° 47' 53" OL | 0363/200322 | Politiepost in traditioneel bouwen-stijl                  |
| Woonhuis                                                  | 1921       |           | Dorpsplein 3                                      | 52° 20' 30" NB, 4° 47' 53" OL | 0363/200807 | Woonhuis                                                  |
| Woonhuis                                                  |            |           | Dorpsplein 5                                      | 52° 20' 31" NB, 4° 47' 53" OL | 0363/200808 | Woonhuis                                                  |
| Voormalige winkels met bovenwoningen                      | XXa        |           | Osdorperweg 3-5                                   | 52° 20' 30" NB, 4° 47' 50" OL | 0363/200234 | Voormalige winkels met bovenwoningen                      |
| Woonhuis                                                  |            |           | Osdorperweg 10                                    | 52° 20' 31" NB, 4° 47' 51" OL | 0363/200235 | Woonhuis                                                  |
| Woonhuis                                                  |            |           | Osdorperweg 12                                    | 52° 20' 31" NB, 4° 47' 51" OL | 0363/200236 | Woonhuis                                                  |
| Woonhuis in traditioneel bouwen-stijl                     | XIXd       |           | Osdorperweg 13                                    | 52° 20' 31" NB, 4° 47' 50" OL | 0363/200237 | Woonhuis in traditioneel bouwen-stijl                     |
| Arbeiderswoningen in traditioneel bouwen-stijl            | Circa 1890 |           | Osdorperweg 32-66 Afgebeeld steeg tussen 44 en 66 | 52° 20' 32" NB, 4° 47' 51" OL | 0363/200899 | Arbeiderswoningen in traditioneel bouwen-stijl            |
| 'Welgelegen'. Boerderij in traditioneel bouwen-stijl      | 1870       |           | Osdorperweg 70                                    | 52° 20' 34" NB, 4° 47' 51" OL | 0363/200892 | 'Welgelegen'. Boerderij in traditioneel bouwen-stijl      |
| 'Margarethahoeve'. Boerderij in traditioneel bouwen-stijl | 1905       |           | Sloterweg 1081                                    |                               | 0363/       | 'Margarethahoeve'. Boerderij in traditioneel bouwen-stijl |
| Woonhuis in traditioneel bouwen-stijl                     | XIXd       |           | Sloterweg 1195                                    | 52° 20' 28" NB, 4° 48' 0" OL  | 0363/200317 | Woonhuis in traditioneel bouwen-stijl                     |
| Woonhuis                                                  | circa 1900 |           | Sloterweg 1201                                    | 52° 20' 29" NB, 4° 48' 0" OL  | 0363/200318 | Woonhuis                                                  |
| Woonhuis 1200 rechter gebouw van drie                     | XIXd       |           | Sloterweg 1200                                    | 52° 20' 30" NB, 4° 47' 57" OL | 0363/200353 | Woonhuis1200 rechter gebouw van drie                      |
| Woonhuis 1202 middelste gebouw van drie                   | XIXd       |           | Sloterweg 1202                                    | 52° 20' 30" NB, 4° 47' 57" OL | 0363/200354 | Woonhuis1202 middelste gebouw van drie                    |
| Woonhuis 1204 linker gebouw van drie                      | XIXd       |           | Sloterweg 1204                                    | 52° 20' 30" NB, 4° 47' 56" OL | 0363/200355 | Woonhuis1204 linker gebouw van drie                       |
| Poortje                                                   | XXa        |           | Sloterweg 1214-1216                               | 52° 20' 27" NB, 4° 48' 41" OL | 0363/200338 | Poortje                                                   |
| Woonhuis in traditioneel bouwen-stijl                     | XXa        |           | Sloterweg 1215                                    | 52° 20' 29" NB, 4° 47' 58" OL | 0363/200319 | Woonhuis in traditioneel bouwen-stijl                     |
| Woonhuis in traditioneel bouwen-stijl                     | XXa        |           | Sloterweg 1217                                    | 52° 20' 29" NB, 4° 47' 58" OL | 0363/200320 | Woonhuis in traditioneel bouwen-stijl                     |
| Winkel-woonhuis in traditioneel bouwen-stijl              | XIXd       |           | Sloterweg 1223                                    | 52° 20' 29" NB, 4° 47' 57" OL | 0363/200321 | Winkel-woonhuis in traditioneel bouwen-stijl              |
| Woonhuis in traditioneel bouwen-stijl                     | XIXd       |           | Sloterweg 1242                                    | 52° 20' 30" NB, 4° 47' 49" OL | 0363/200323 | Woonhuis in traditioneel bouwen-stijl                     |
| Winkel-woonhuis in traditioneel bouwen-stijl              | XIXd       |           | Sloterweg 1243                                    | 52° 20' 29" NB, 4° 47' 54" OL | 0363/200324 | Winkel-woonhuis in traditioneel bouwen-stijl              |
| Winkel-woonhuis in Traditioneel bouwen-stijl              | XIXd       |           | Sloterweg 1244                                    | 52° 20' 30" NB, 4° 47' 49" OL | 0363/200325 | Winkel-woonhuis in Traditioneel bouwen-stijl              |
| Boerderij in Traditioneel bouwen-stijl                    | XIXB       |           | Sloterweg 1245                                    | 52° 20' 29" NB, 4° 47' 54" OL | 0363/200326 | Boerderij in Traditioneel bouwen-stijl                    |
| Woonhuis                                                  |            |           | Sloterweg 1251                                    | 52° 20' 29" NB, 4° 47' 53" OL | 0363/200327 | Woonhuis                                                  |
| Woonhuis                                                  |            |           | Sloterweg 1253                                    | 52° 20' 29" NB, 4° 47' 52" OL | 0363/200329 | Woonhuis                                                  |
| Woonhuis in traditioneel bouwen-stijl                     | 1893       |           | Sloterweg 1252                                    | 52° 20' 30" NB, 4° 47' 46" OL | 0363/200328 | Woonhuis in traditioneel bouwen-stijl                     |
| Woonhuis in Traditioneel bouwen-stijl                     | XIXd       |           | Sloterweg 1259                                    | 52° 20' 29" NB, 4° 47' 51" OL | 0363/200330 | Woonhuis in Traditioneel bouwen-stijl                     |
| Woonhuis                                                  |            |           | Sloterweg 1261                                    | 52° 20' 29" NB, 4° 47' 51" OL | 0363/200331 | Woonhuis                                                  |
| Woonhuis in traditioneel bouwen-stijl                     | XIXd       |           | Sloterweg 1267                                    | 52° 20' 29" NB, 4° 47' 50" OL | 0363/200332 | Woonhuis in traditioneel bouwen-stijl                     |
| Woonhuis in traditioneel bouwen-stijl                     | 1879       |           | Sloterweg 1277                                    | 52° 20' 29" NB, 4° 47' 48" OL | 0363/200333 | Woonhuis in traditioneel bouwen-stijl                     |
| Schuren in traditioneel bouwen-stijl                      | XIXB       |           | Sloterweg 1287A                                   | 52° 20' 28" NB, 4° 47' 45" OL | 0363/200334 | Schuren in traditioneel bouwen-stijl                      |
| 'Akerstein'. Woonhuis in traditioneel bouwen-stijl        | XIXB       |           | Sloterweg 1289-1291                               | 52° 20' 29" NB, 4° 47' 45" OL | 0363/200335 | 'Akerstein'. Woonhuis in traditioneel bouwen-stijl        |
| Woonhuis in traditioneel bouwen-stijl                     | XIXd       |           | Sloterweg 1301                                    | 52° 20' 29" NB, 4° 47' 43" OL | 0363/200336 | Woonhuis in traditioneel bouwen-stijl                     |
| Woonhuis in traditioneel bouwen-stijl                     | XIXd       |           | Sloterweg 1309-1311                               | 52° 20' 28" NB, 4° 47' 41" OL | 0363/200337 | Woonhuis in traditioneel bouwen-stijl                     |
| Ontijzeringsinrichting                                    | 1901-1908  | Landmacht | Oude Haagseweg 58                                 | 52° 20' 2" NB, 4° 48' 23" OL  | 0363/200904 | Upload foto                                               |
| Machinegebouw                                             | 1901-1908  | Landmacht | Oude Haagseweg 58                                 | 52° 20' 2" NB, 4° 48' 29" OL  | 0363/200905 | Machinegebouw                                             |
| Magazijnen van Bijzondere Opkomst                         | 1918-1920  | Landmacht | Oude Haagseweg 51 t/m 153                         | 52° 19' 50" NB, 4° 48' 37" OL | 0363/200783 | Upload foto                                               |

## Oud Osdorp
Gemeentelijke monumenten in Oud Osdorp.
| Object                                                    | Bouwjaar   | Architect | Locatie          | Coördinaten                   | Nr.         | Afbeelding                                                |
| --------------------------------------------------------- | ---------- | --------- | ---------------- | ----------------------------- | ----------- | --------------------------------------------------------- |
| Akermolen                                                 | 1876       |           | Zwarte Pad 30-32 | 52° 20' 46" NB, 4° 46' 53" OL | 0363/200469 | Meer afbeeldingen                                         |
| 'De Melkweg'. Boerderij in traditioneel bouwen-stijl      | 1903       |           | Lutkemeerweg 149 | 52° 21' 49" NB, 4° 46' 23" OL | 0363/200540 | 'De Melkweg'. Boerderij in traditioneel bouwen-stijl      |
| 'Tijd is Geld'. Boerderij in traditioneel bouwen-stijl    | XIXd       |           | Lutkemeerweg 180 | 52° 21' 47" NB, 4° 46' 15" OL | 0363/200513 | 'Tijd is Geld'. Boerderij in traditioneel bouwen-stijl    |
| Begraafplaats Oud-Osdorp                                  |            |           | Osdorperweg 532  | 52° 22' 3" NB, 4° 47' 5" OL   | 0363/200782 | Begraafplaats Oud-Osdorp                                  |
| Graf fam. Deckers                                         |            |           | Osdorperweg 532  | 52° 22' 3" NB, 4° 47' 5" OL   | 0363/200906 | Graf fam. Deckers                                         |
| Brug nabij begraafplaats Oud-Osdorp                       |            |           | Osdorperweg 532  | 52° 22' 1" NB, 4° 47' 3" OL   | 0363/200900 | Upload foto                                               |
| 'Rust en Vrede'. Boerderij                                |            |           | Osdorperweg 614  | 52° 22' 9" NB, 4° 46' 52" OL  | 0363/200633 | Upload foto                                               |
| Schoolmeesterswoning                                      | 1860       |           | Osdorperweg 635  | 52° 22' 10" NB, 4° 46' 47" OL | 0363/200781 | Schoolmeesterswoning                                      |
| Schoolgebouw                                              | 1954       |           | Osdorperweg 665  |                               | 0363/       | Upload foto                                               |
| 'Bij Goedvinding'. Boerderij in traditioneel bouwen-stijl | Circa 1875 |           | Osdorperweg 756  | 52° 22' 27" NB, 4° 46' 21" OL | 0363/200617 | 'Bij Goedvinding'. Boerderij in traditioneel bouwen-stijl |

## Bedrijventerrein Sloterdijk
Gemeentelijke monumenten in de wijk Bedrijventerrein Sloterdijk.
| Object               | Bouwjaar | Architect | Locatie                  | Coördinaten                   | Nr.   | Afbeelding           |
| -------------------- | -------- | --------- | ------------------------ | ----------------------------- | ----- | -------------------- |
| Boezemgemaal Halfweg | 1977     | D. Slebos | Wethouder Van Essenweg 1 | 52° 23' 33" NB, 4° 46' 14" OL | 0363/ | Boezemgemaal Halfweg |